# Türi (Türi)
Türi (deutsch Turgel) ist eine Stadt in Mittelestland. Die Stadt ist Teil der Gemeinde Türi im Kreis Järva.
Sie ist der estnische Vertreter in der Douzelage, einer europäischen Vereinigung mittelgroßer Städte.
Türi liegt am Ufer des Pärnu-Flusses.

## Geschichte

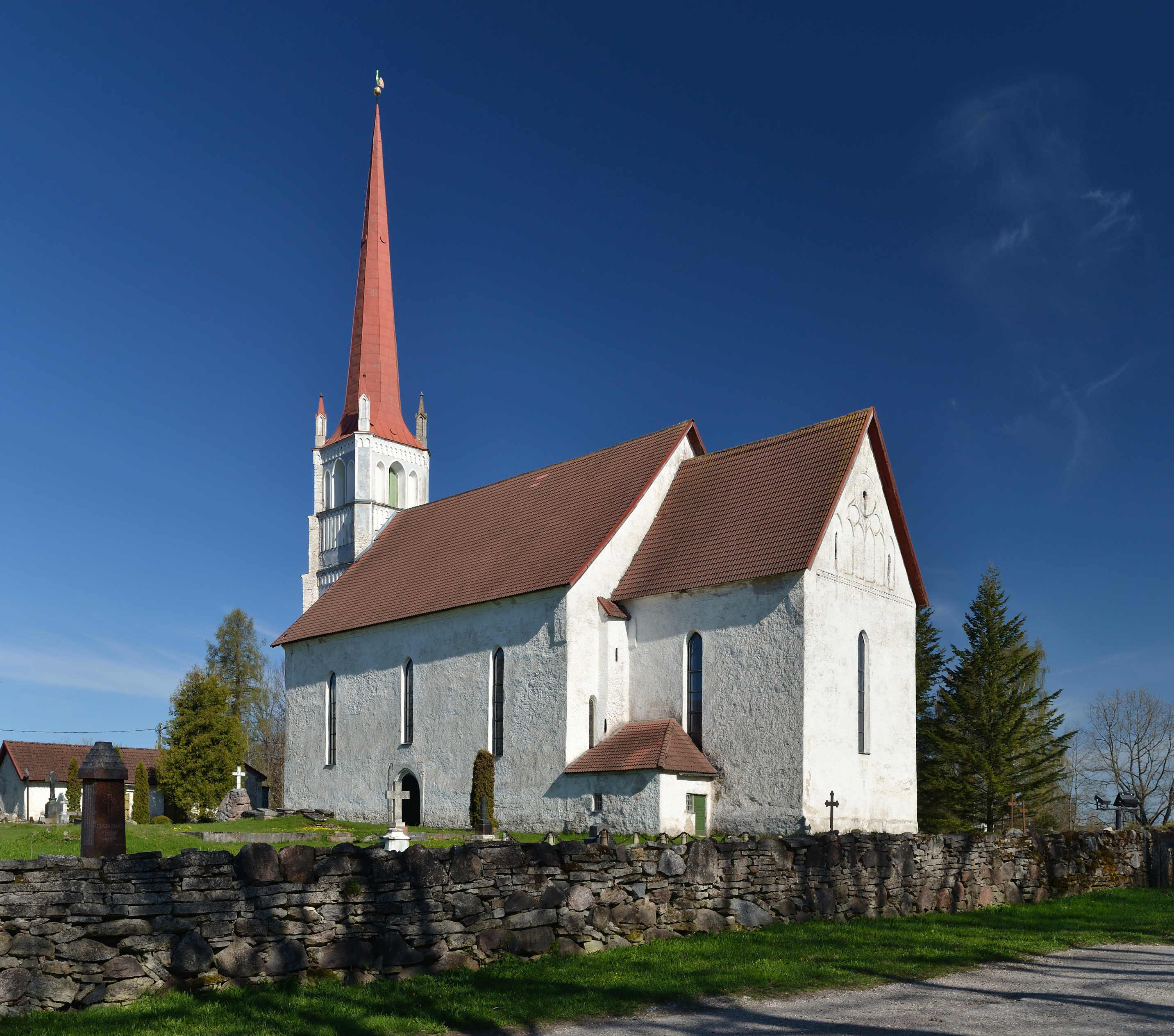
Heilige Martin Kirche von Türi

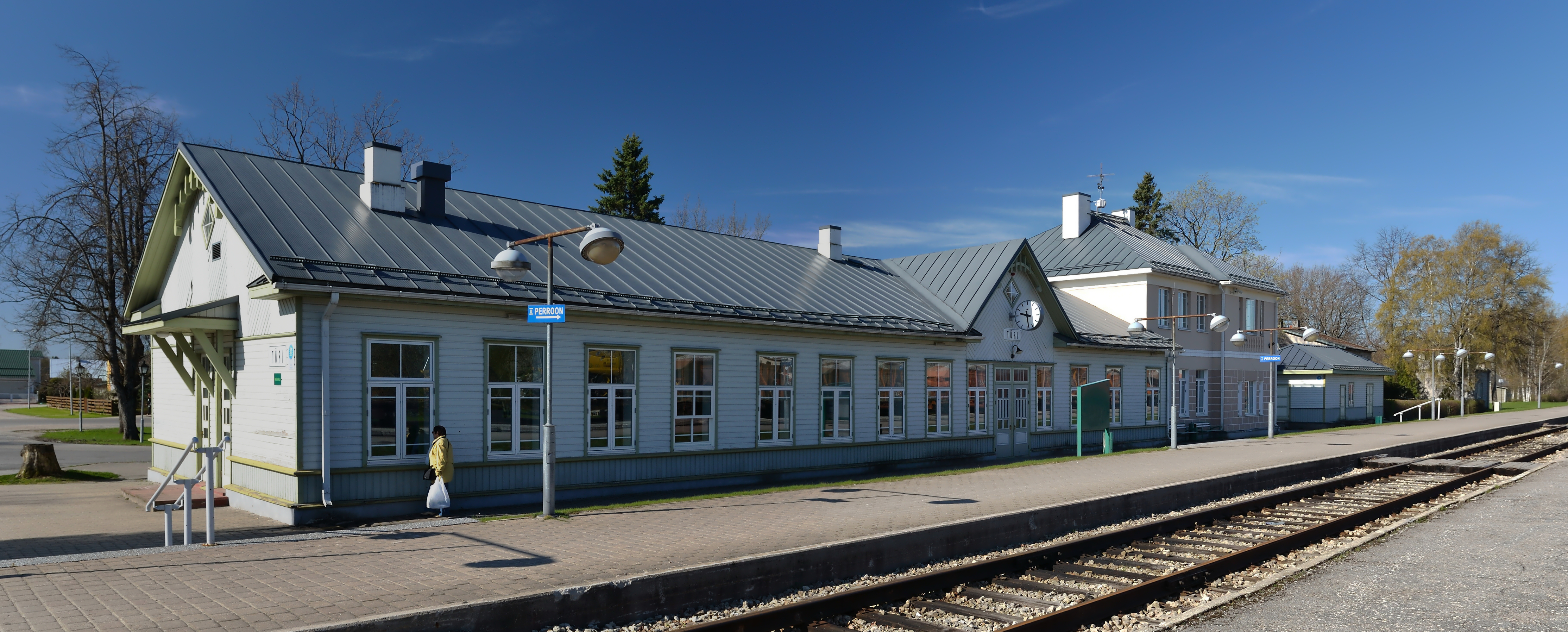
Bahnhof

Türi wurde erstmals 1347 erwähnt. Erst der Bau der Eisenbahnlinie von Tallinn nach Viljandi sowie die Ansiedlung einer Zellulose-Fabrik brachten dem bis dahin unbedeutenden Dorf Anfang des 20. Jahrhunderts den Aufschwung. Im Juli 1926 erhielt Türi die Stadtrechte.
Von 1937 bis 1941 bestand in Türi die Sendestation des Estnischen Rundfunks, der Rundfunksender Türi. Der Sendemast war 196,6 m hoch und bei seiner Errichtung einer der modernsten in Europa. Er wurde 1941 von der Roten Armee gesprengt.
Der größte Teil der Stadt wurde während des Zweiten Weltkriegs im Sommer 1941 zerstört, als die Front durch die Stadt verlief. Während der sowjetischen Besetzung Estlands wurde die Stadt wieder aufgebaut und gelangte zu neuer wirtschaftlicher Bedeutung.
Seit dem Jahr 2000 nennt sich Türi offiziell „Frühlingshauptstadt Estlands“. Die Stadt ist reich an Gärten und Grünflächen. Besonders der Park von Lokuta aus der zweiten Hälfte des 19. Jahrhunderts lädt zu Spaziergängen ein. Ein künstlich angelegter, acht Hektar großer See ist beliebtes Ausflugsziel der Einwohner.

## Kultur und Sehenswürdigkeiten
Besonders sehenswert ist die dem Heiligen Martin geweihte Kirche von Türi. Mit dem Bau wurde Ende des 13. Jahrhunderts begonnen. Die Kanzel von 1630 und die reichhaltige barocke Altarwand von 1693 sind besondere Schmuckstücke der estnischen Kunst.
Im Stadtmuseum von Türi (Türi Muuseum) wird seit 1995 die Geschichte des Ortes präsentiert. Von besonderem Interesse ist darüber hinaus das 1999 gegründete Estnische Rundfunkmuseum (Eesti Ringhäälingumuuseum). Es stellt umfassend die Geschichte von Radio und Fernsehen von 1926 bis heute in Estland vor. Zahlreiche Sonderausstellungen ergänzen das Programm.

## Städtepartnerschaften
Türi ist seit 2004 das estnische Mitglied der Städtevereinigung Douzelage, in der je eine mittelgroße europäische Stadt aus jedem der 28 EU-Länder vertreten ist.
Weitere Partnerstädte sind:
- Karkkila in Finnland (1992)
- Frogn in Norwegen (1991)
- Åmål in Schweden (1993)
- Loimaa in Finnland (1996)

Freundschaftliche Kontakte, bisher aber ohne einen formalen Partnerschaftsvertrag gibt es auch zu
- Grenaa in Dänemark